# Miconchus digiturus
Miconchus digiturus är en rundmaskart. Miconchus digiturus ingår i släktet Miconchus och familjen Anatonchidae. Inga underarter finns listade i Catalogue of Life.